# Chairat al-Schater

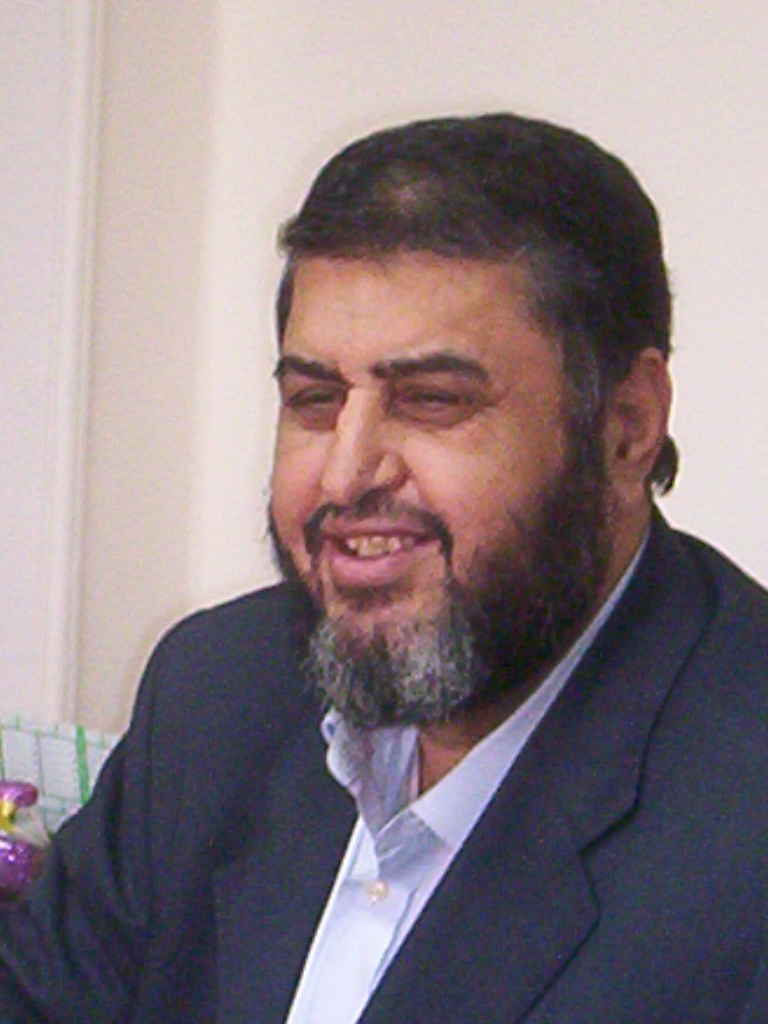

Muhammad Chairat Sa'd al-Schater (arabisch محمد خيرت سعد الشاطر, DMG Muḥammad Ḫairat Saʿd aš-Šāṭir [ˈxæjɾæt eʃˈʃɑːtˤeɾ]; * 4. Mai 1950 in Dakahlia) ist ein islamistischer Aktivist sowie Ingenieur und Geschäftsmann. Er war Kandidat der Freiheits- und Gerechtigkeitspartei, des politischen Arms der Muslimbrüder, bei der Präsidentschaftswahl 2012 in Ägypten. Zuvor saß er mehrere Jahre wegen angeblicher Geldwäsche im Gefängnis und war stellvertretender Vorsitzender der Bruderschaft.
Al-Schater gilt als Befürworter von Privatisierungen und freier Marktwirtschaft und tritt für einen offenen Bruch mit dem Militärrat ein. Der Vater von zehn Kindern – und zugleich Großvater von 16 Enkeln – betreibt ein erfolgreiches Einrichtungs- und Textilunternehmen. Sein Vermögen wird auf mehrere Millionen US-Dollar geschätzt; er ist ein Hauptfinanzierer und Chefstratege der Muslimbrüder.

## Leben und Politik
Chairat al-Schater trat bereits mit 16 Jahren der Arabischen Sozialistischen Union von Präsident Gamal Abdel Nasser bei. 1968 beteiligte er sich an den Studentenprotesten. Nachdem er seinen zweijährigen Militärdienst absolviert und sein Studium der Ingenieurwissenschaften an der Universität Alexandria abgeschlossen hatte, wurde er Dozent an der Universität Mansura.
Später jedoch schloss er sich der islamistischen Opposition an und ging 1981 aus politischen Gründen ins Exil nach England. Mitte der 1980er Jahre kehrte er nach Ägypten zurück und schloss sich den Muslimbrüdern an. 1995 wurde er deren Anführer im Großraum Kairo. 2007 wurde er wegen angeblicher Geldwäsche zu einer Gefängnisstrafe verurteilt. Aufgrund seines Reichtums genoss al-Schater allerdings – im Austausch gegen Geschenke an die Sicherheitskräfte – Vergünstigungen während der Haft, sodass er seine geschäftlichen Aktivitäten wie auch seine politische Karriere fast unbeeinträchtigt weiter vorantreiben konnte. Al-Schater war maßgeblich für die Verwaltung der Gelder der Muslimbruderschaft verantwortlich. Durch die von ihm veranlassten Investitionen konnte der Haushalt der islamistischen Organisation finanziell saniert werden. Der ab 2011 regierende Militärrat begnadigte ihn 2011.

## Präsidentschaftskandidatur
Am 31. März 2012 benannte ihn die Freiheits- und Gerechtigkeitspartei als Kandidaten für die Präsidentschaftswahl im Mai. Seine Nominierung wurde im Führungsgremium der Organisation mit 56 zu 52 Stimmen beschlossen. Al-Schater trat formell aus der Bruderschaft aus, um das Versprechen der Bruderschaft, keinen Kandidaten ins Rennen zu schicken, nicht zu brechen. Die Ankündigung von al-Schaters Präsidentschaftskandidatur war eine Premiere in der 83-jährigen Geschichte der Bruderschaft, die bisher versprochen hatte, dass keines ihrer Mitglieder das Präsidentenamt anstreben werde um die Furcht von säkularen Ägyptern und westlichen Regierungen vor einer islamistischen Übernahme durch die Gruppe zu beschwichtigen. Al-Schater hatte sich persönlich dafür eingesetzt, dass Abdel Moneim Abul Futuh, Vordenker eines liberalen Islam, aus der Muslimbruderschaft ausgeschlossen wurde, als dieser, entgegen den Vorgaben des Führungsbüros, aus dem er bereits 2009 auf Betreiben al-Schaters abgewählt worden war, seine Präsidentschaftskandidatur erklärte.
Im April 2012 gab die Wahlkommission bekannt, al-Schater von der Präsidentschaftswahl auszuschließen, da ein geltendes Gesetz besagt, dass frühere Häftlinge nach Verbüßung ihrer Strafe oder Begnadigung sechs Jahre lang nicht bei einer Wahl antreten dürfen.